# Емилия Рамбабова
Емилия Рамбабова (на македонска литературна норма: Емилија Рамбабова) е зъболекарка и политик от Северна Македония.

## Биография
Родена е на 8 май 1978 година в град Щип, тогава в Социалистическа федеративна република Югославия. Дъщеря е на политика от СДСМ Иван Рамбабов. Завършва орална медицина и патология в Стоматологичния факултет на Скопския университет. Работи като директорка на училище „Яне Сандански“ в Щип. През септември 2020 година става депутат от Социалдемократическия съюз на Македония в Събранието на Северна Македония на мястото на подалата оставка Ягода Шахпаска.